# Peypin
Peypin – miejscowość i gmina we Francji, w regionie Prowansja-Alpy-Lazurowe Wybrzeże, w departamencie Delta Rodanu.
Według danych na rok 1990 gminę zamieszkiwało 4155 osób, a gęstość zaludnienia wynosiła 311 osób/km² (wśród 963 gmin regionu Prowansja-Alpy-W. Lazurowe Peypin plasuje się na 151. miejscu pod względem liczby ludności, natomiast pod względem powierzchni na miejscu 623.).